# 班迪里·阿里帕夏
班迪里·阿里帕夏（土耳其語：Benderli Ali Paşa，18世纪？—1821年），摩爾達維亞人出身的奧斯曼帝國政治家。
他在1821年3月23日 - 4月30日出任馬哈茂德二世的大維齊爾，但他賓際上在4月21日才真正到伊斯坦堡上任，所以他實際上只在任9天。
他因為奧斯曼帝國在希臘獨立戰爭中戰敗，而被蘇丹下令處決。
他被馬哈茂德二世解職後流放到羅德島，並死於當地，另一說法是他被流放到塞浦路斯，後被處決，他死後被送回伊斯坦堡于斯屈达尔的克瑞嘉梅特公墓安葬。